# Pensacola: Wings of Gold
Pensacola: Wings of Gold was een Amerikaanse actieserie die zich afspeelde op Naval Air Station Pensacola. De opnames vonden echter plaats op Marine Corps Air Station Miramar en Naval Training Center San Diego. De serie was een internationale hit en werd in veel landen uitgezonden.

## Verhaal
Luitenant-kolonel Bill Kelly (James Brolin) wordt aangesteld als commandant van het nog te vormen eliteteam Sea Dragons. Hij kiest vier marine-officieren met verschillende specialismen. Kelly moet proberen er een hechte groep van te maken, wat niet zonder meer zal lukken. Ondertussen worden de Sea Dragons over de gehele wereld ingezet om gevaarlijke missies uit te voeren.